# Eunidia piperita latefasciata
Eunidia piperita latefasciata es una subespecie de escarabajo longicornio del género Eunidia, categorizada en la tribu Eunidiini, de la subfamilia Lamiinae. Fue descrita por Teocchi, Sudre & Jiroux en 2010.

## Descripción
Mide 7-8 mm de longitud.

## Distribución
Se distribuye por Etiopía y Kenia.